# Gangnam Style
Gangnam Style (korejsky: 강남스타일) je singl jihokorejského rappera PSY. Premiéry se dočkal 15. července 2012 jakožto úvodní singl rapperova šestého studiového alba PSY's Best 6th Part 1. V letech 2014 až 2017 byl nejsledovanějším videoklipem na YouTube, kde jako první sdílené video překonal hranici dvou miliard zhlédnutí.
Část textu „Oppan Gangnam style“ by se dala volně přeložit jako zpěvák (oppa), jenž žije ve čtvrti Soulu známé jako Kangnam (강남, v oficiálním přepisu Gangnam). Ve videoklipu jsou použity záběry právě z Kangnamu. Vystupují zde korejské celebrity – televizní baviči Ju Če-sok (Joo Jaeseok, muž ve žlutém obleku), Noh Hong-čchol (Noh Hong-chul, muž ve výtahu) a zpěvačka Kim Hjon-a (Kim Hyun-a, slečna z metra).

## Popularita
Klip debutoval jako číslo jedna v jihokorejské národní hitparádě Gaon Chart. Na počátku října 2012 jeho sledovanost na serveru YouTube přesáhla 410 miliónů zhlédnutí, čímž se stal nejsledovanějším videoklipem žánru K-pop v historii YouTube. V polovině října téhož roku pak dosahovala sledovanost téměř tři čtvrtě miliardy zhlédnutí.
24. listopadu 2012 přesáhl hranici 803 milionů zhlédnutí, čímž překonal video „Baby“ od Justina Biebera a stal se nejsledovanějším videem všech dob. 21. prosince 2012, přibližně v 16.00 UTC (tj. 17.00 středoevropského času), pak jako první videoklip překonal hranici jedné miliardy zhlédnutí. 1. června 2014 dosáhl dvou miliard zhlédnutí. 25. listopadu 2017 dosáhl tří miliard zhlédnutí, a to jako první video K-popu a korejského původu a celkově jako třetí (po videích „Despacito“ a „See You Again“).
Klip držel na YouTube celkem 6 rekordů – nejsledovanější video, nejdiskutovanější video, nejodebíranější video, video, které ohodnotilo nejvíce diváků (překonáno 11. července 2017), nejlépe hodnocené video (překonán 27. srpna 2016) a nejrychlejší video k dosažení miliardy zhlédnutí (překonán již 2krát).
17. září 2012 byla píseň nominována v kategorii „Nejlepší video“ v soutěži MTV Europe Music Awards 2012 konané v německém Frankfurtu. 20. září téhož roku byl klip zapsán do Guinnessovy knihy rekordů jako nejlépe ohodnocené video na YouTube.
Hit se stal terčem mnoha parodií.